# Saint-Georges-Haute-Ville
Saint-Georges-Haute-Ville ist eine französische Gemeinde mit 1.458 Einwohnern (Stand: 1. Januar 2022) im Département Loire in der Region Auvergne-Rhône-Alpes. Sie gehört zum Arrondissement Montbrison und zum Kanton Montbrison.

## Geographie
Die Gemeinde Saint-Georges-Haute-Ville liegt am Ostrand der Monts du Forez, etwa 20 Kilometer nordwestlich von Saint-Étienne am Fluss Curraize. Umgeben wird Saint-Georges-Haute-Ville von den Nachbargemeinden Saint-Thomas-la-Garde im Nordwesten und Norden, Saint-Romain-le-Puy im Nordosten und Osten, Boisset-Saint-Priest im Südosten, Soleymieux im Süden und Südwesten, Margerie-Chantagret im Südwesten sowie Lézigneux im Westen und Nordwesten.

## Bevölkerungsentwicklung
| Jahr                       | 1962 | 1968 | 1975 | 1982 | 1990 | 1999 | 2006 | 2013 | 2022 |
| -------------------------- | ---- | ---- | ---- | ---- | ---- | ---- | ---- | ---- | ---- |
| Einwohner                  | 526  | 516  | 604  | 779  | 1035 | 1122 | 1215 | 1350 | 1458 |
| Quellen: Cassini und INSEE |      |      |      |      |      |      |      |      |      |

## Sehenswürdigkeiten
- Kirche Saint-Georges
- Kapelle Sainte Marie-Madeleine in Monsupt

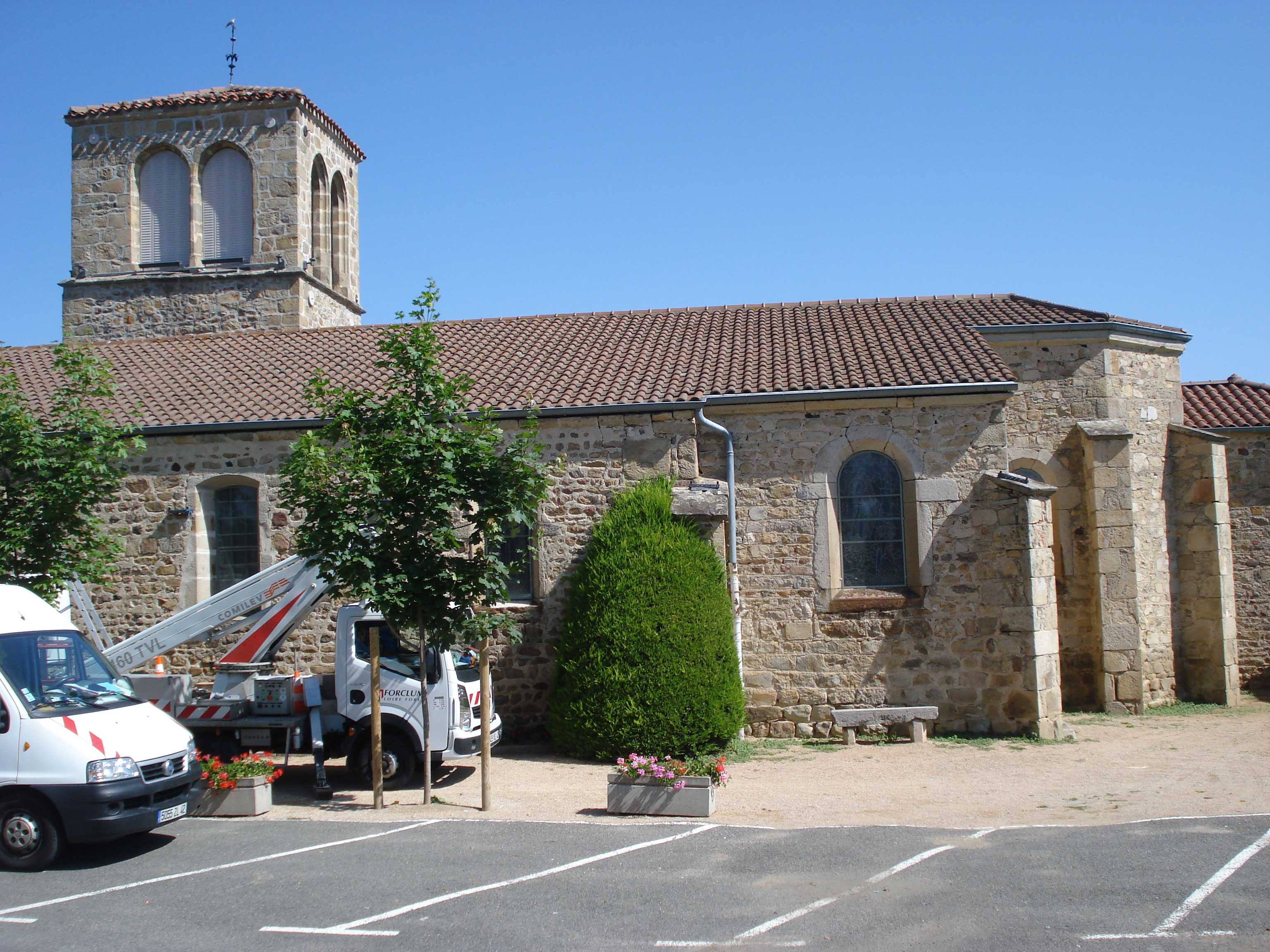
Kirche Saint-Georges
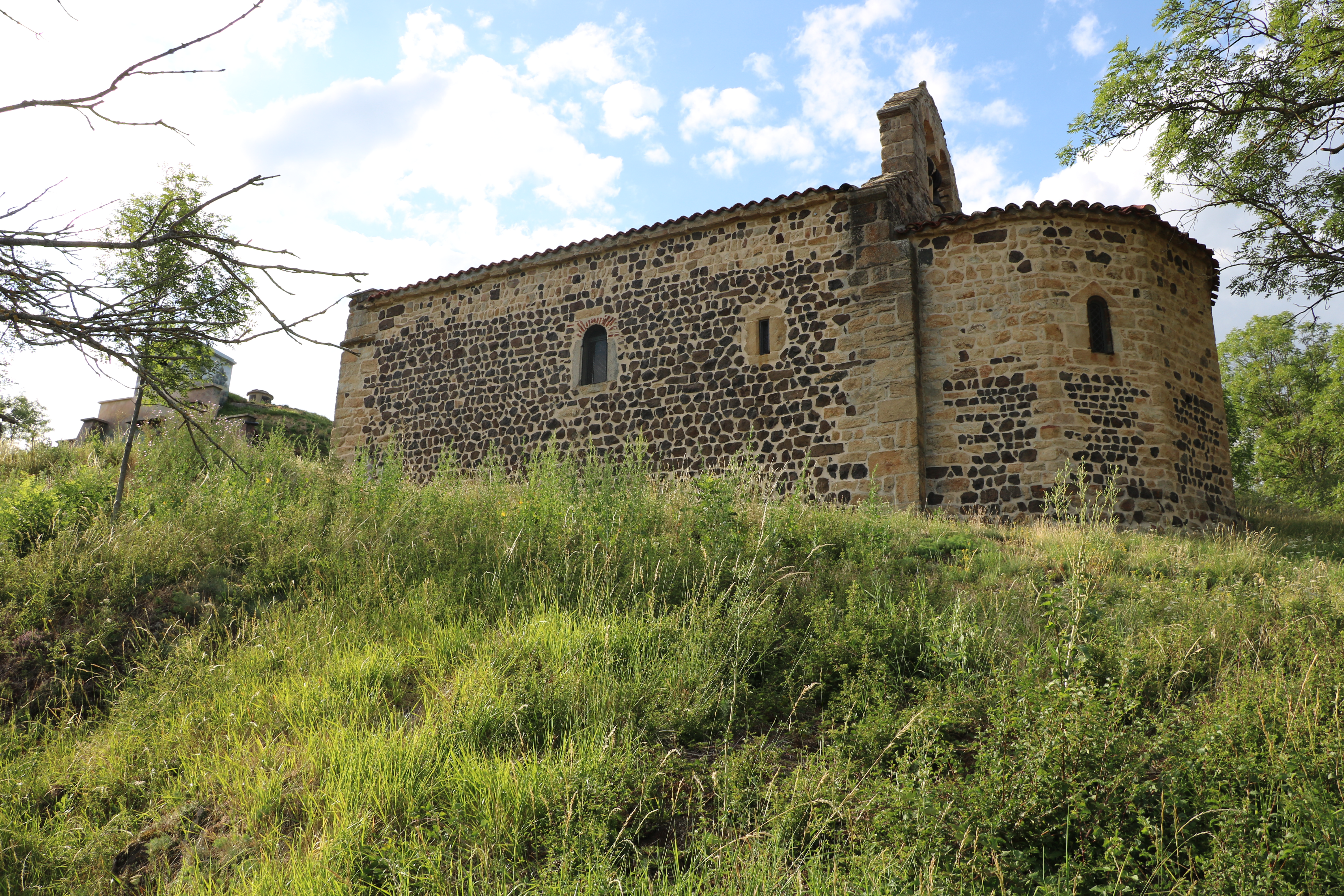
Kapelle Sainte Marie-Madeleine